# しきしま (巡視船・2代)
「しきしま」（JCG Shikishima, PLH-31）は、海上保安庁のヘリコプター1機搭載型巡視船（PLH）。れいめい型巡視船の4番船であり、PLH-31の番号を付されている。しきしまは、これまでのヘリコプター搭載型巡視船を上回る性能を持つ船であり、沖縄周辺海域における警備救難能力が向上すると期待される。
本船はヘリコプター2機搭載型巡視船PLH-31しきしま（初代）の解役に伴う代替船のため、船名、船番号をしきしま（初代）から引き継ぐ。
本記事は、本艦の船歴について主に取り扱っているため、性能や装備等の概要についてはれいめい型巡視船を参照。